# Ollie e Moon
Ollie e Moon (The Ollie & Moon Show) è una serie televisiva creata da Florian Thouret a cartoni animati prodotta da Universal Kids. Il cartone è  in continua trasmissione dal 27 maggio 2017.

## Trama
Ollie e Moon sono due gattini di 6 anni che ogni giorno in compagnia di stanley la Lumaca partiranno per scoprire le città di tutto quanto il mondo.

## Personaggi
- Ollie: un gattino un po' timido e pauroso per viaggiare la sua pelle è di color oro e ha una maglia bianca con le righe blu ed è il migliore amico di Moon e di Stanley. Doppiato da Matteo Liofredi.
- Moon: una gattina molto simpatica, dolce e avventurosa la sua pelle è di color crema con dei piccoli triangoli marroni e la sua maglia rossa-ciliegia con disegnato un topino bianco e ha una gonna nera carina ed è la migliore amica di Stanley e di Ollie. Doppiata da Emanuela Ionica.
- Stanley: È una lumaca molto simpatica e divertente.